# Ödeshögs kommun
58°13′51″N 14°39′10″Ø / 58.23083°N 14.65278°Ø
Ödeshögs kommun er en kommune i det svenske län Östergötlands län. Kommunens administration ligger i byen Ödeshög. Kommunen grænser mod vest ud til søen Vättern, og øst for den, et par kilometer nord for landsbyen Hästholmen, ligger ruinen af cistercienserklostret Alvastra kloster. Kommunens grænse mod nord til Vadstena kommun går for en stor dels vedkommende gennem søen Tåkern, der er en vigtig fuglelokalitet.

## Byer
Ödeshög kommune har to byer.
I tabellen opgives antal indbyggere pr. 31. december 2005.
|    | By         | Indbyggere |
| -- | ---------- | ---------- |
| 1. | Ödeshög    | 2.651      |
| 2. | Hästholmen | 372        |

## Eksterne kilder og henvisninger
1. ↑  ”Folkmängd i riket, län och kommuner 31 mars 2013 och befolkningsförändringar 1 januari - 31 mars 2013” Statistiska centralbyrån. Læst 13 maj 2013.

- Wikimedia Commons har flere filer relateret til Ödeshögs kommun